# Діоніс Бубані
Діоніс Бубані (алб. Dionis Bubani; нар. 18 вересня 1926, Бухарест — пом. 10 лютого 2006, Тирана) — албанський письменник, журналіст і перекладач.
Він є сином перекладача, редактора і журналіста Джерджі Бубані, який у молодості емігрував з Албанії до Румунії. Діоніс, після закінчення середньої школи у Бухаресті, з 1932 по 1933 друкувався у газеті Kosova (Констанца). До Албанії переїхав разом зі своєю родиною у 1939 році. Після приходу комуністів до влади у 1944 році, його батько був арештований. Діоніс, бажаючи зберегти родину, почав працювати на заводі з виробництва велосипедів, а потім продавати сигарети на вулицях Тирани, пізніше отримавши роботу чиновника у Міністерстві закордонних справ. З 1946 він повернувся до написання статей. Він співпрацював з Letrari i ri (Нова література), Rinia (Молодь) і гумористичним журналом Hosteni.
Він вивчав філологію в Університеті Тирани. Писав статті, нариси, дитячі книги, комедійні тексти і тексти пісень. Він був відомим перекладачем албанських творів на румунську мову, також перекладав з румунської на албанську.